# Луций Арунций Камил Скрибониан
Вижте пояснителната страница за други личности с името Луций Арунций.
Луций Арунций Камил Скрибониан (на латински: Lucius Arruntius Camillus Scribonianus; † 42 г., Иса) е римски сенатор през 1 век.

## Биография
Скрибониан е син или внук на Марк Фурий Камил (консул 8 г.) от патрицииския gens Фурии и се казва Марк Фурий Камил Скрибоний. Той е осиновен от Луций Арунций (консул 6 г.). Той е брат на Ливия Медулина Камила, годеница на император Клавдий от 8 г. и умира в деня на сватбата.
През 32 г. той става консул ordinarius заедно с Гней Домиций Ахенобарб, биологичният баща на Нерон. По времето на император Калигула и Клавдий той е управител (legatus Augusti pro praetore) на провинция Далмация. Под влиянието на Луций Аний Винициан той се отделя с двата легиона Legio XI и VII Paterna през 42 г. от император Клавдий. Бунтът се разпада след няколко дена, понеже Скрибониан е напуснат от войските му. Той бяга на остров Иса и там е убит вероятно от войника Волагиний.